# Shavon Coleman
Shavon Coleman (Thibodaux, 8 januari 1992) is een Amerikaans basketballer.

## Carrière
Coleman speelde in zijn jeugd American football, basketbal en deed aan atletiek. Coleman speelde collegebasketbal voor de LSU Tigers van 2012 tot 2014 nadat hij daarvoor speelde voor de Howard College Hawks. In 2014 tekende hij zijn eerste profcontract bij het Qatarese Al Khor SC. Na een seizoen verliet hij de club maar kon geen nieuwe club vinden. Hij was dan een jaar coach bij East Thibodaux Middle School. Hij keerde in 2016 terug als profbasketballer bij het Luxemburgse Amicale Steinsel waarmee hij twee jaar op rij kampioen werd en het laatste seizoen ook MVP.
In 2018 tekende hij een contract bij het Nederlandse Dutch Windmills maar de club ging nog voor het einde van het seizoen failliet. Daarop tekende hij bij het Belgische Kangoeroes Mechelen waar hij vroegtijdig vertrok. Hij speelde het seizoen uit in Israël bij Hapoel Holon. In het seizoen 2020/21 tekende hij bij het Duitse Mitteldeutscher BC. In 2021 tekende hij opnieuw in België ditmaal bij Okapi Aalst. Hij verliet de club na een seizoen en tekende bij het Poolse Czarni Słupsk. In de zomer van 2023 tekende hij een contract bij de Finse eersteklasser Helsinki Seagulls.
In september 2024 tekende hij in Israël bij Elitzur Maccabi Netanya.

## Erelijst
- Luxemburgs landskampioen: 2017, 2018
- Luxemburgse competitie MVP: 2018
- Fins bekerwinnaar: 2024